# جانکارلو دا سیلوا مورو
جانکارلو دا سیلوا مورو (به پرتغالی: Giancarlo da Silva Moro) مهاجم اهل برزیل است که در شهر توروو و در تاریخ ۱۸ اکتبر ۱۹۸۲ به دنیا آمده‌است.
جانکارلو دا سیلوا مورو در تیم‌های فوتبال America سابقهٔ حضور دارد.